# 太寿山忠明
太寿山 忠明（だいじゅやま ただあき、1959年4月8日 - ）は、新潟県新津市（現役当時、現・同県新潟市秋葉区）出身で二子山部屋に所属した元大相撲力士。本名は坂爪 忠明（さかづめ ただあき）。身長183cm、体重161kg。得意手は右四つ、上手投げ、うっちゃり。現役時代のあだ名は「ムーミン」。現在は年寄・花籠。最高位は西関脇（1981年11月場所、1982年11月場所、1989年1月場所）。

## 来歴・人物
入門前は柔道で初段の腕前を持ち、中学時代は卓球のエースであった。父親の仕事の上司の知り合いの知り合いが二子山親方（元横綱・若乃花）という関係で二子山部屋にスカウトされ、 本人にその気はなかったが勉強嫌いであったためについつい承諾した。当時から太っていたため「相撲はデブでもできるスポーツ」と安心して角界に進んだという話もある。
1975年3月場所にて、15歳で初土俵を踏んだ。初土俵の同期生には同部屋で、後に大関となる若嶋津（当初の四股名は「日高」）、井筒部屋（入門当時は君ヶ濱部屋）からやはり大関に昇進した霧島がいる。
右四つ得意で腰が重く、若島津（当時）と昇進を競い出世は早く、1980年1月場所での新十両昇進、同年9月場所での新入幕ともに彼より先行。1981年3月場所にて10勝5敗の好成績を収めてから3場所連続で勝ち越して迎えた昭和56年秋場所では西前頭筆頭にて中日に北の湖を突き落としで破り初金星を上げ7勝1敗と優勝争いに加わり、10勝5敗の好成績で敢闘賞を受賞。翌九州場所には新関脇に昇進と順調に出世。昭和57年夏場所では東前頭8枚目まで番付を下げるも11勝4敗の好成績を収め、翌昭和57年秋場所では東前頭筆頭にて初日北の湖を高々と吊り上げて勝利する姿を見せたり、翌二日目には千代の富士を上手出し投げで破るなど連続で金星をあげ初日から6連勝を飾り、10勝5敗の好成績で殊勲賞を獲得し関脇に昇進するなど新進気鋭の時期には大物喰いぶりを発揮し大いに将来を嘱望された存在であった。特に北の湖に強く（対戦成績は5勝6敗とほぼ互角）キラーぶりを発揮するも相撲が遅いという弱点から、三役ではほとんど勝ち越すことはできなかった。平幕での張出（張出前頭）の最後の適用例になった力士でもある。両手を下ろす綺麗な立合いで、模範とされた。
1983年3月場所にて休場して以降は、時に金星を挙げたりするものの勝ち越す場所も少なくなっていった。しかし、1988年1月場所では東前頭13枚目の位置で10勝5敗と、1983年11月場所以来となる久々の二桁勝利を挙げ、翌3月場所でも東前頭5枚目の地位で9勝6敗と勝ち越した。5年2ヶ月ぶりに三役に返り咲いた同年5月場所では、西小結の地位で1横綱2大関を破る活躍を見せて8勝7敗と勝ち越し、5年8ヶ月ぶりの三賞となる2回目の敢闘賞を受賞した。1989年1月場所では、6年2ヶ月ぶりの関脇への復帰も果たした。故障が少なく、体にバンデージなどを貼っていたことはほとんどなかった。
1991年5月場所初日に、幕内在位連続10年以上（連続在位62場所）として巨砲と共に理事長特別表彰を受けた。
同場所では、西前頭14枚目で3勝12敗と大きく負け越し、場所後の十両陥落が決定的となったため千秋楽に現役引退を表明した。
引退後は、年寄・花籠を襲名。1992年、二子山部屋から分家独立し、花籠部屋を創設した。直弟子からは幕内・光龍を育てた。2012年5月場所終了後、経営上の理由から部屋を閉鎖し、峰崎部屋に移籍。2021年に峰崎部屋が閉鎖になったため、高田川部屋に再移籍した。
日本相撲協会内の職務では2008年3月場所より審判委員を務めていたが、弟子の光龍が大相撲八百長問題に関与した監督責任で2011年4月に主任へ降格したため審判を退任。1年後の2012年4月に降格処分を解かれて委員に復帰し、2013年2月からは九州場所担当となった。2014年の役員改選では、選挙管理委員長を務める。
2020年1月30日の日本相撲協会役員候補選では理事に立候補したが、定員を超過しなかったため、2008年以来6期12年ぶりに無投票となった。このため、花籠を含めた理事候補10人、副理事候補3人が全員当選。同年3月23日の評議員会で正式に理事として初選任された。25日に発表された職務分掌では伊勢ヶ濱と共に審判部長（自身は編成担当）の役職を与えられ、相撲教習所長も兼任している。
65歳の停年を迎える前の最後の場所となった2024年3月場所中、停年会見が開かれた。入門からの50年を「あっという間の50年でした。関取にもなれたし、部屋を持つこともできた。いろんな50年だったと思います」と振り返り「デビューした昭和50年の春場所で北の湖さんが優勝決定戦で貴ノ花さんと対戦した。こんな横綱といつか対戦したい。勝ってみたいという気持ちがあったので、初めて北の湖さんに勝った時は本当にうれしかった」と思い出を語った。

## エピソード
- 朴訥とした風貌から、現役時代には「ムーミン」というあだ名で呼ばれていた。
- 幼少のころから柔道を習い、小学校5年で初段を取得したが、その反面走ることが遅い上体格が大きくて目立つため、学校の運動会が近づくと「運動会のない国に行きたい」と思っていたという。
- 愛車は2代目メルセデス・ベンツMクラス。
- 北の湖には不戦勝1つを含むが5勝6敗で金星4つと滅法強かったが、大関相手になるとなぜか苦戦していた。
- 大食漢で知られ、若嶋津と焼肉店に出かけた際に、太寿山は焼肉16人前を難なく平らげてしまった。体重を増やすことに苦労していた若嶋津は、これに対抗して焼肉12人前と丼飯3杯・冷麺1杯・アイスクリームを食べたものの、店を出た途端に堪え切れずに全て吐いてしまったという。
- 蔵前国技館最後の優勝力士多賀竜には同じ右四つ得意ながら相性が良く、18勝1敗とワンサイドの結果だった。

## 主な戦績
- 通算成績：585勝618敗28休 勝率.486
- 幕内成績：431勝501敗28休 勝率.462
- 現役在位：97場所
- 幕内在位：64場所
- 三役在位：7場所（関脇3場所、小結4場所）[2]
- 三賞：4回
  - 殊勲賞：1回（1982年9月場所）
  - 敢闘賞：3回（1981年9月場所、1988年5月場所、1989年7月場所）
- 金星：7個（北の湖4個、千代の富士3個）
- 対横綱戦：10勝43敗（北の湖5勝、千代の富士3勝、北勝海・大乃国1勝）[12]
- 対大関戦：6勝67敗（小錦2勝、琴風・北尾・北天佑・朝潮1勝）

### 場所別成績
| | 一月場所 初場所（東京） | 三月場所 春場所（大阪） | 五月場所 夏場所（東京）  | 七月場所 名古屋場所（愛知） | 九月場所 秋場所（東京） | 十一月場所 九州場所（福岡） |
| --- | ----------------------- | ----------------------- | ------------------------ | --------------------------- | ----------------------- | --------------------------- |
| 1975年 （昭和50年） | x                       | （前相撲）              | 西序ノ口10枚目 5–2       | 西序二段65枚目 4–3          | 東序二段49枚目 4–3      | 東序二段31枚目 4–3          |
| 1976年 （昭和51年） | 西序二段14枚目 2–5      | 西序二段35枚目 4–3      | 西序二段9枚目 4–3        | 西三段目84枚目 2–5          | 西序二段20枚目 4–3      | 東序二段3枚目 4–3           |
| 1977年 （昭和52年） | 西三段目71枚目 5–2      | 東三段目36枚目 5–2      | 西三段目3枚目 2–5        | 西三段目25枚目 4–3          | 西三段目13枚目 3–4      | 西三段目23枚目 5–2          |
| 1978年 （昭和53年） | 西幕下60枚目 4–3        | 東幕下47枚目 3–4        | 東幕下58枚目 3–4         | 東三段目8枚目 6–1           | 東幕下37枚目 3–4        | 西幕下47枚目 5–2            |
| 1979年 （昭和54年） | 東幕下28枚目 2–5        | 西幕下48枚目 6–1        | 東幕下21枚目 4–3         | 東幕下15枚目 5–2            | 西幕下6枚目 4–3         | 西幕下4枚目 5–2             |
| 1980年 （昭和55年） | 西十両11枚目 9–6        | 東十両8枚目 9–6         | 西十両3枚目 8–7          | 東十両筆頭 9–6              | 東前頭13枚目 8–7        | 西前頭6枚目 4–11            |
| 1981年 （昭和56年） | 東十両筆頭 8–7          | 西前頭13枚目 10–5       | 東前頭6枚目 8–7          | 西前頭3枚目 8–7             | 西前頭筆頭 10–5 敢★     | 西関脇 5–10                 |
| 1982年 （昭和57年） | 西前頭3枚目 6–9         | 西前頭5枚目 9–6         | 東前頭筆頭 5–10 ★        | 東前頭8枚目 11–4            | 東前頭筆頭 10–5 殊★     | 西関脇 4–11                 |
| 1983年 （昭和58年） | 東前頭5枚目 9–6         | 東小結 0–2–13           | 東前頭9枚目 休場 0–0–15  | 東張出前頭9枚目 9–6         | 東前頭3枚目 4–11        | 西前頭10枚目 10–5           |
| 1984年 （昭和59年） | 西前頭筆頭 6–9 ★        | 東前頭3枚目 4–11 ★      | 西前頭10枚目 9–6         | 東前頭4枚目 9–6 ★           | 東前頭筆頭 4–11         | 東前頭9枚目 8–7             |
| 1985年 （昭和60年） | 東前頭5枚目 6–9         | 東前頭9枚目 8–7         | 西前頭5枚目 6–9          | 東前頭9枚目 8–7             | 西前頭3枚目 5–10        | 西前頭11枚目 8–7            |
| 1986年 （昭和61年） | 西前頭6枚目 8–7         | 西前頭2枚目 5–10        | 西前頭7枚目 9–6          | 東前頭2枚目 5–10            | 西前頭7枚目 8–7         | 東前頭2枚目 5–10            |
| 1987年 （昭和62年） | 東前頭8枚目 8–7         | 西前頭2枚目 5–10        | 西前頭6枚目 8–7          | 東前頭筆頭 4–11             | 西前頭7枚目 8–7         | 西前頭筆頭 3–12             |
| 1988年 （昭和63年） | 東前頭13枚目 10–5       | 東前頭5枚目 9–6         | 西小結 8–7 敢            | 西小結 3–12                 | 東前頭7枚目 10–5        | 東前頭2枚目 9–6             |
| 1989年 （平成元年） | 西関脇 4–11             | 東前頭4枚目 8–7         | 東前頭筆頭 4–11          | 西前頭8枚目 11–4 敢         | 東小結 5–10             | 東前頭4枚目 6–9             |
| 1990年 （平成2年） | 西前頭7枚目 8–7         | 東前頭4枚目 4–11        | 西前頭9枚目 9–6          | 東前頭4枚目 5–10            | 西前頭11枚目 8–7        | 東前頭7枚目 6–9             |
| 1991年 （平成3年） | 西前頭11枚目 8–7        | 東前頭8枚目 6–9         | 西前頭14枚目 引退 3–12–0 | x                           | x                       | x                           |
| 各欄の数字は、「勝ち-負け-休場」を示す。 優勝 引退 休場 十両 幕下 三賞：敢=敢闘賞、殊=殊勲賞、技=技能賞 その他：★=金星 番付階級：幕内 - 十両 - 幕下 - 三段目 - 序二段 - 序ノ口 幕内序列：横綱 - 大関 - 関脇 - 小結 - 前頭（「#数字」は各位内の序列） |                         |                         |                          |                             |                         |                             |

## 幕内対戦成績
| 力士名     | 勝数 | 負数 | 力士名   | 勝数 | 負数  | 力士名   | 勝数 | 負数 | 力士名   | 勝数 | 負数 |
| ---------- | ---- | ---- | -------- | ---- | ----- | -------- | ---- | ---- | -------- | ---- | ---- |
| 青葉城     | 4    | 8    | 青葉山   | 2    | 1     | 安芸ノ島 | 6    | 1    | 曙       | 0    | 1    |
| 朝潮       | 3    | 20   | 旭里     | 1    | 0     | 旭富士   | 4    | 16   | 天ノ山   | 7    | 1    |
| 荒勢       | 1    | 1    | 板井     | 15   | 11    | 岩波     | 0    | 2    | 恵那櫻   | 5    | 4    |
| 大潮       | 2    | 3    | 巨砲     | 12   | 14    | 大錦     | 10   | 7    | 大乃国   | 4    | 14   |
| 大豊       | 3    | 3    | 小城ノ花 | 1    | 3     | 魁輝     | 10   | 7    | 春日富士 | 3    | 2    |
| 北勝鬨     | 0    | 1    | 北の湖   | 5(1) | 6     | 騏乃嵐   | 4    | 4    | 旭豪山   | 1    | 1    |
| 旭道山     | 4    | 4    | 霧島     | 8    | 13    | 起利錦   | 7    | 5    | 麒麟児   | 5    | 9    |
| 久島海     | 2    | 3    | 蔵間     | 11   | 16    | 黒瀬川   | 2    | 1    | 黒姫山   | 2    | 0    |
| 高望山     | 10   | 6    | 港龍     | 2    | 1     | 琴稲妻   | 5    | 3    | 琴ヶ梅   | 7    | 11   |
| 琴千歳     | 1    | 1    | 琴椿     | 1    | 2     | 琴錦     | 2    | 1    | 琴の若   | 1    | 0    |
| 琴富士     | 4    | 3    | 小錦     | 2    | 15    | 斉須     | 2    | 1    | 蔵玉錦   | 1    | 2    |
| 逆鉾       | 5    | 18   | 佐田の海 | 11   | 13(1) | 薩洲洋   | 4    | 6    | 嗣子鵬   | 4    | 1    |
| 陣岳       | 15   | 11   | 神幸     | 1    | 0     | 大翔山   | 1    | 0    | 大徹     | 7    | 7    |
| 貴闘力     | 0    | 2    | 孝乃富士 | 8    | 6     | 貴花田   | 0    | 2    | 高見山   | 4    | 7    |
| 多賀竜     | 18   | 1    | 玉ノ富士 | 0    | 2     | 玉龍     | 8    | 4    | 竹葉山   | 1    | 0    |
| 千代の富士 | 3    | 21   | 常の山   | 1    | 0     | 寺尾     | 7    | 11   | 出羽の花 | 11   | 5    |
| 闘竜       | 9    | 8    | 栃赤城   | 3    | 4     | 栃司     | 6    | 3    | 栃剣     | 8    | 5    |
| 栃乃和歌   | 4    | 5    | 栃光     | 6    | 6     | 栃纒     | 1    | 1    | 巴富士   | 0    | 1    |
| 豊ノ海     | 2    | 5    | 南海龍   | 2    | 1     | 蜂矢     | 0    | 1    | 花乃湖   | 5    | 7    |
| 花ノ国     | 4    | 7    | 播竜山   | 1    | 1     | 富士櫻   | 5    | 3    | 藤ノ川   | 3    | 5    |
| 富士乃真   | 5(1) | 2    | 双羽黒   | 3    | 2     | 鳳凰     | 9    | 2    | 北天佑   | 7    | 22   |
| 北勝海     | 2    | 13   | 前乃臻   | 4    | 3     | 舛田山   | 5    | 7    | 益荒雄   | 5    | 2    |
| 三杉磯     | 4    | 5    | 水戸泉   | 8(1) | 8     | 豊山     | 2    | 0    | 龍興山   | 1    | 0    |
| 両国       | 3    | 2    | 若瀬川   | 6    | 4     | 若花田   | 0    | 1    | 若の富士 | 4(1) | 1    |
| 鷲羽山     | 3    | 2    |          |      |       |          |      |      |          |      |      |

## 改名歴
- 1975年（昭和50年）5月場所-1976年（昭和51年）11月場所…坂爪 忠明（さかづめ ただあき）
- 1977年（昭和52年）1月場所-1984年（昭和59年）1月場所…大寿山 忠晴（だいじゅやま ただはる）
- 1984年（昭和59年）3月場所-同年7月場所…大寿山 忠明（だいじゅやま ただあき）
- 1984年（昭和59年）9月場所-1991年（平成3年）5月場所（引退）…太寿山 忠明（だいじゅやま ただあき）